# Karl Hettinger
Karl Hettinger (* 12. Dezember 1896 in Schwetzingen; † 8. März 1967 in Mannheim) war ein deutscher Politiker der SPD.

## Leben und Beruf
Hettinger wuchs als Sohn eines Bierbrauers auf. Nach dem Besuch der Volksschule begann er 1910 eine Lehre zum Schlosser, danach war er ab 1913 im erlernten Beruf tätig. 1922 heiratete er, aus der Ehe ging ein Kind hervor. 1927 nahm er eine Tätigkeit bei der Allgemeinen Ortskrankenkasse in Mannheim auf. 1933 wurde er dort aufgrund seiner politischen Einstellung zum Hausmeister degradiert und ein Jahr später schließlich entlassen. Daraufhin führte er ein Geschäft für Fleisch- und Wurstwaren, das er bereits 1929 von seiner Mutter geerbt hatte. Außerdem betrieb er einen Schrotthandel in Mannheim. Nach dem Krieg übernahm er eine Großhandlung im Mannheimer Rheinauhafen.

## Politik
1918 trat Hettinger in die SPD ein. 1930 wurde er erstmals zum Stadtverordneten in Mannheim gewählt. 1945 beteiligte er sich an der Wiedergründung der Mannheimer SPD, dort wurde er Vorsitzender des Ortsvereins Mannheim-Rheinau und gehörte dem Kreisvorstand an. Ab 1946 gehörte er erneut dem Mannheimer Gemeinderat an.
1946 war er außerdem Mitglied der Vorläufigen Volksvertretung für Württemberg-Baden für die SPD.